# Глубочица (Киев)
Глубо́чица (происходит от слова глубоко) — это историческая местность города Киева. Овраг, расположенный вокруг реки Глубочицы, и названное как урочище Глубочица в верхней части её течения (над Подольским районом). Рассматривается в филологии как ороним.

## История
- В период Киевской Руси — у места впадения реки Глубочица в реку Почайна (там, где находится современная улица Волосская) находилось языческое капище божка Велеса. При описании Копирова конца упоминается эта местность как та, что «перед городом», на западе города Киева за так называемыми «Жидовскими воротами» (ныне это за Львовской площадью на запад). То есть урочище Глубочица в то время не находилось в границах города Киева, а было оно пригородом. Название Глубочицкого яра не было зафиксировано в источниках того времени, поскольку и название самой реки Глубочицы было просто «Ручай» (о названии которого до сих пор идут дискуссии).
- В 1820 году зафиксировано официальное название собственно как урочище Глубочица, которое локализовано между горами (речь идёт о Щекавице и Кудрявице), оно есть малонаселённой местностью[2]
- В 1857—1900 годах — западные ворота Киева «Жидовские ворота», позднее названные как «Львовские ворота», (обозначали границы города Киева), были восстановлены под названием Житомирские или Триумфальные в честь приезда в Киев императора Александра ΙΙ. Таким образом, урочище Глубочица оставалось за границами Киева. В 1888 году было известно «Глубочицкое шоссе», соединявшееся с трактом «Брест-Литовский» (нынешнее название «проспект Победы»), и было «окраиной верхнего Киева».
- В 1902 году урочище Глубочица с пригородами города Киева уже находится под юрисдикцией 5-го Лукьяновского полицейского участка (жандармерии Российской империи), одного из восьми полицейских участков Киева того времени.
- Во времена СССР урочище Глубочица является частью Киева и отведено под застройку промышленными предприятиями, вдоль улицы Глубочицкая (в 1960—1980-х годах).
- В 1955 году создан Глубочицкий проезд. Кроме того, в конце 1970-х годов ликвидирован Глубочицкий переулок.
- В настоящее время имеется проект строительства станции метро «Глубочицкая».